# Монтальчино
Монтальчино (итал. Montalcino) — винодельческая коммуна (город) в итальянском регионе Тоскана, в провинции Сиена (приблизительно в 35 км к юго-востоку от Сиены). За живописной долиной Орча, в 25 км к востоку, расположен конкурирующий центр тосканского виноделия Монтепульчано.
Население составляет 5 920 человек (30-11-2017), плотность населения составляет 19,08 чел./км². Занимает площадь 310,31 км². Почтовый индекс — 53024, 53028. Телефонный код — 0577.
В коммуне 8 мая особо чествуется Пресвятая Богородица (Maria Santissima del Soccorso).

## Достопримечательности
- Крепость — суровый каменный четырехугольник, на стены которого можно подняться (за плату, вход из кафе). Сооружена в 1367—1368 годах сиенцами. Находится за пределами старого города (на границе между ним и современными районами). С прилегающих обзорных площадок открываются панорамные виды окрестностей.
- Здание ратуши (Palazzo dei Priori) датируется XIII—XIV веками. Как обычно бывает с итальянскими ратушами, узнать его можно по башне с часами.
- Собор Монтальчино — построен на месте церкви XI века в стиле позднего классицизма (XIX век).

- Собор
- Вид с холма
- Типичная улочка
- Крепость Монтальчино

## Виноделие
С XIX века всемирной известностью пользуется красное вино Брунелло ди Монтальчино, которому высшая категория качества была присвоена в год её введения (1980). Каждая третья бутылка этого вина продаётся в США, где оно особенно популярно. Также в окрестностях производится более простое вино: Красное из Монтальчино, или Россо ди Монтальчино.

## Демография
Динамика населения: